# Siège du Parlement des Canaries
Le bâtiment du Parlement des Canaries est un édifice historique de la ville espagnole de Santa Cruz de Tenerife, dans les îles Canaries, siège du Parlement des Canaries. Il est classé comme Bien d'Intérêt Culturel.

## Description
Sa construction date de 1883, fruit d'un projet de l'architecte Manuel de Oraá. Sa façade est de style néo-classique.

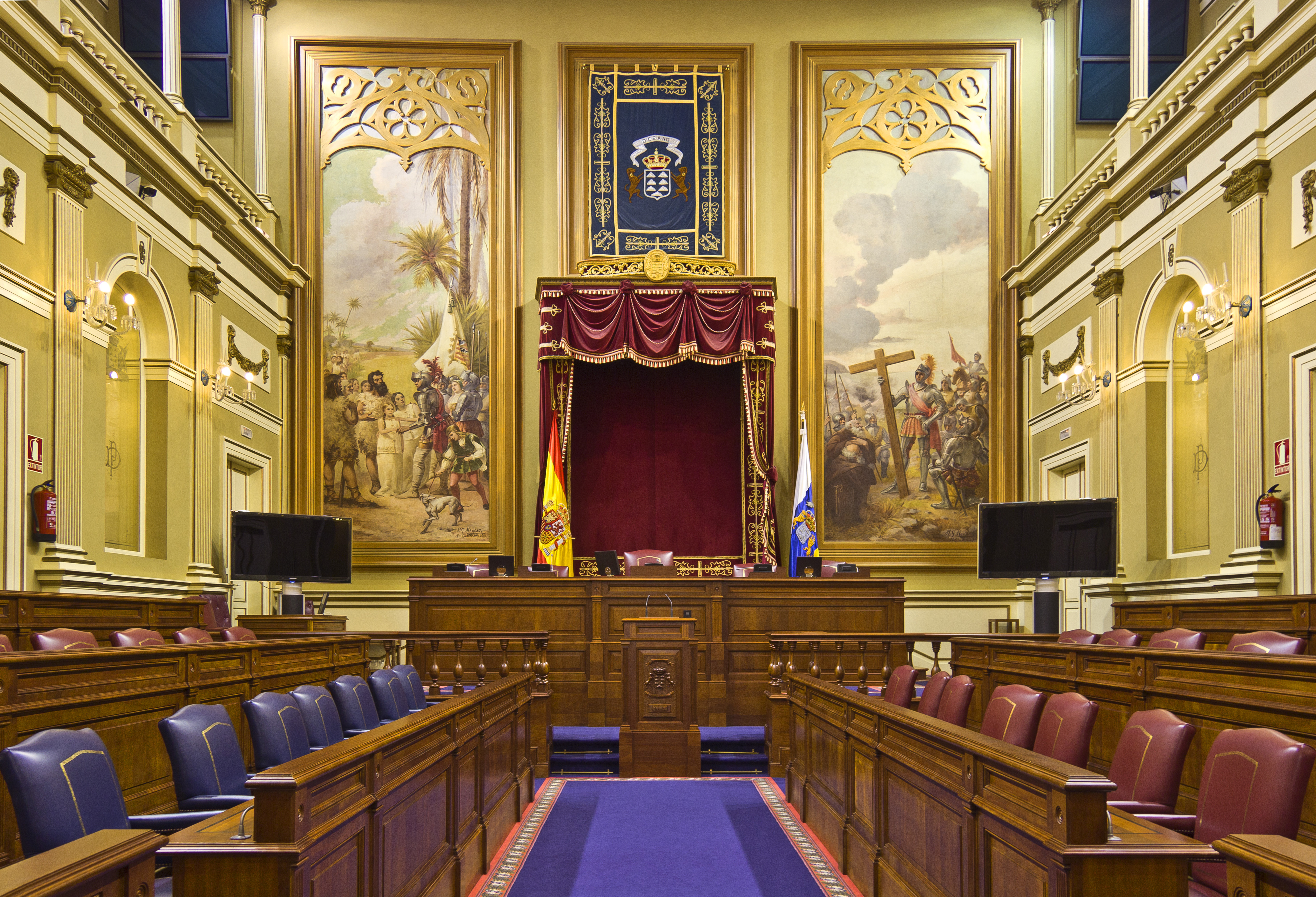
Intérieur du bâtiment

Il abrite le siège du Parlement des Canaries. Il a hébergé aussi par le passé le théâtre Santa Cecilia.
En 1984 a été ouvert un dossier pour sa protection et sa déclaration comme Bien d'Intérêt Culturel, statut qui lui a été obtenu le 23 avril 1992.